# ژگرووا
ژگرووا (به صربی: Žegrova) یک منطقهٔ مسکونی در صربستان است که در کورشوملیا واقع شده‌است. ژگرووا ۴۹ نفر جمعیت دارد.